# 大間駅
大間駅（おおまえき）は、高知県須崎市大間東町にある、四国旅客鉄道（JR四国）土讃線の駅である。駅番号はK18。

## 歴史
- 1960年（昭和35年）10月1日：日本国有鉄道の駅として開業[2][3]。気動車の旅客のみを取り扱う駅員無配置駅[4]。
- 1987年（昭和62年）4月1日：国鉄分割民営化により、四国旅客鉄道の駅となる[2]。

## 駅構造
単式ホーム1面1線を有する地上駅。ホームと短い上屋があるのみの、簡素な駅である。出入口はホーム南端のスロープ式のもの。

## 利用状況
| 1日乗降人員推移 | 1日乗降人員推移 |
| 年度            | 1日平均人数     |
| --------------- | --------------- |
| 2011年          | 448             |
| 2012年          | 414             |
| 2013年          | 440             |
| 2014年          | 460             |
| 2015年          | 456             |

## 駅周辺
駅のすぐ脇で御手洗川が須崎湾に注いでいる。高知県立須崎総合高等学校が近い。
- 須崎多ノ郷郵便局
- 国道56号
- 高知県須崎警察署
- コーナン須崎店

## バス路線
高知県道388号吾井郷下分線沿いにある「大間」停留所にて、以下の路線が発着する。
- 高知高陵交通
  - 梼原行き
  - 矢井賀行き
  - 須崎本社営業所行き
  - 西芝行き
- 須崎市営バス[6]
  - 文化会館前行き
  - 中ノ島行き

## 隣の駅
四国旅客鉄道（JR四国）
■土讃線
■普通
多ノ郷駅 (K17) - 大間駅 (K18) - 須崎駅 (K19)